# 704 Interamnia
704 Interamnia (/ˌɪntərˈæmniə/ IN-tər-AM-nee-ə, từ tiếng Latin Interamnium) là một tiểu hành tinh rất lớn ở vành đai chính, ước tính có đường kính là 350 km. Khoảng cách trung bình của nó tới Mặt Trời là 3.067 (ĐVTV).
Tiểu hành tinh này do Vincenzo Cerulli phát hiện ngày 2.10.1910 ở Osservatorio Astronomico di Collurania-Teramo ở thành phố Teramo (Ý), và được đặt tên là Interamnia, tên tiếng Latinh của thành phố Teramo, nơi Cerulli làm việc. Dường như đây là tiểu hành tinh đồ sộ thứ 5 - sau các tiểu hành tinh Ceres, 4 Vesta, 2 Pallas và 10 Hygiea - với khối lượng ước tính bằng 1,2% khối lượng của toàn vành đai tiểu hành tinh.

## Các đặc tính

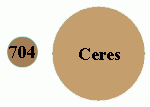
Kích thước căn bản so sánh giữa tiểu hành tinh Interamnia và hành tinh lùn Ceres.

Mặc dù là tiểu hành tinh lớn thứ 5, Interamnia là một thiên thể ít được nghiên cứu. Nó có thể là tiểu hành tinh kiểu F lớn nhất, nhưng chỉ có ít chi tiết về thành phần cấu tạo bên trong hoặc hình dạng của nó, và chưa có một phân tích đường cong ánh sáng nào để xác định tọa độ hoàng đạo của các cực của nó (và do đó độ nghiêng trục quay). Tỷ trọng vẻ bề ngoài cao của nó gợi ra giả thuyết nó là một thiên thể cực rắn chắc toàn bộ, không xốp hoặc có dấu vết của nước. Điều này cũng gợi ra giả thuyết chắc chắn là Interamnia đủ lớn để hoàn toàn chịu đựng mọi sự va chạm xảy ra ở vành đai tiểu hành tinh từ khi Thái Dương hệ được hình thành.
Bề mặt rất tối của nó và khoảng cách Mặt Trời tương đối lớn của nó có nghĩa là Interamnia có thể không được nhìn thấy bằng ống nhòm 2 mắt (binoculars) 10x50. Ở phần lớn xung đối, cấp sao biểu kiến của nó là khoảng +11,0, ít hơn độ sáng tối thiểu của các tiểu hành tinh Vesta, Ceres hay Pallas. Ngay cả ở xung đối củng điểm quỹ đạo thì cấp sao biểu kiến cũng chỉ là +9,9, thấp hơn Vesta.
Quỹ đạo của nó hơi lệch tâm hơn của tiểu hành tinh Hygiea (15% đối với 12%) nhưng khác với quỹ đạo của Hygiea về độ nghiêng quỹ đạo rất lớn hơn và thời gian hơi ngắn hơn. Một khác biệt khác là củng điểm quỹ đạo của Interamnia nằm ở phía đối diện với các củng điểm quỹ đạo của "4 tiểu hành tinh lớn", nên Interamnia ở củng điểm quỹ đạo thì thực sự gần Mặt Trời hơn Ceres và Pallas ở cùng một kinh độ. Không chắc nó có thể va chạm với tiểu hành tinh Pallas vì giao điểm của chúng ở cách nhau quá xa, trong khi mặc dù các giao điểm của nó nằm ở phía đối diện với các giao điểm của Ceres, nó thường cách xa Ceres khi cả hai băng qua cùng mặt bằng quỹ đạo và một việc va chạm lại cũng không chắc có thể xảy ra.

## Kích thước
Các quan sát thuận lợi của việc che khuất một ngôi sao có cấp sao biểu kiến với độ sáng 6,6 vào ngày 23.3.2003, cho 35 dây cung chỉ cho biết một ellipsoid bằng 350×304 km.

## Khối lượng
Năm 2001, Michalak ước tính Interamnia có khối lượng là 6,9×1019 kg. Mặc dù ước tính của Michalak phụ thuộc vào các khối lượng của 19 Fortuna, 29 Amphitrite và 16 Psyche, như vậy khối lượng đạt được này khoác vẻ một mô hình động lực không đầy đủ. Năm 2007, Baer và Chesley ước tính Interamnia có khối lượng (7.12±0.84)×1019 kg. Mặc dù một ước tính gần đây hơn của Baer gợi ý nó có khối lượng chỉ bằng 3,70×1019 kg. Điều này cho thấy nó ít đồ sộ hơn tiểu hành tinh 511 Davida.